# Contea di Rooks
La contea di Rooks in inglese Rooks County è una contea dello Stato del Kansas, negli Stati Uniti. La popolazione al censimento del 2000 era di 5 685 abitanti. Il capoluogo di contea è Stockton